# Zimowa opowieść (film 2014)
Zimowa opowieść (ang.: Winter’s Tale) – amerykański film fantasy z 2014 roku w reżyserii Akivy Goldsmana na podstawie powieści Marka Helprina pod tym samym tytułem (1983).
Premiera filmu odbyła się 13 lutego 2014 r.

## Fabuła
W roku 1895 rodzicom małego Petera Lake'a – uchodźcom z Rosji – został zakazany wjazd do Ameryki z powodu gruźlicy ojca. Wtedy rodzice wysyłają swojego syna-niemowlę do brzegów Nowego Jorku w modelu statku "Miasto sprawiedliwości".
Po wielu latach na już dorosłego Petera, który został złodziejem, poluje jego były szef Pearly Soames, który zmuszał młodzieńca do korzystania ze smykałki do mechaniki przy popełnianiu zbrodni. Banda Pearly'ego otacza Petera, ale nagle pojawia się śnieżnobiały rumak, który zabiera Petera przed niebezpieczeństwem. Peter chce uciec z miasta, ale koń zatrzymuje się naprzeciwko pięknego domu. Tam złodzieja spotyka córka gospodarza – rudowłosa piękność Beverly Penn, umierająca na suchoty. Zakochują się w sobie od pierwszego wejrzenia. Peter miota się między chęcią uratowania się przed Soamesem i miłością do dziewczyny.
Soames posiadający zdolności magiczne znajduje dziewczynę i próbuje ją porwać, myśląc, że Wszechświat posłał Petera, by  uratował dziewczynę. Ale Peter ją wybawia, na koniu zakochani uciekają przed Pearlym do nadjeziornego podmiejskiego domu ojca Beverly, magnata prasowego Isaaca Penna.
Soames nie może trafić nad jezioro z powodu pradawnych reguł. Udaje się do Lucyfera, żeby ten dał mu pełnomocnictwa, by mógł przeniknąć tam i przeszkodzić Lake'owi dokonać swojego przeznaczenia. Lucyfer odmawia prośbie Soamesa z powodu  osobistego zainteresowania sprawą.
Peter wyznaje ojcu Beverly, że choć jest włóczęgą i złodziejem, to jednak kocha jego córkę i jego zamiary są czyste. Lake udowadnia, że jest dobrym człowiekiem, ryzykując swoje życie, żeby uratować przed eksplozją kotła parowego dom i samego pana Penna. Młodsza siostra Beverly, Willa, mówi Peterowi, że całując dziewczynę na łożu umieszczonym w cieplarni, może ją uratować.
Podczas balu sylwestrowego Beverly niepostrzeżenie została otruta przez byłego anioła Gabriela działającego z podpuszczenia Soamesa. W tej samej nocy Beverly i Peter po raz pierwszy się kochają, po czym trucizna działa i dziewczyna umiera. Peter próbuje ocalić ją, zaniósłszy do cieplarni i ucałowawszy ją, ale to nie pomaga.
Peter rozumie, że śmierci jego ukochanej jest winny Pearly Soames i udaje się na Most Brookliński, żeby się zemścić. Soames i jego banda atakuje Petera i zrzuca go z konia, gdyż Pearly chce zabić nie tylko byłego pomocnika, ale i jego anioła stróża. Rozwścieczony Lake ratuje konia, poświęcając się. Soames bije chłopaka i zrzuca go do wody, myśląc, że go zabił.
Ale Peter pozostaje przy życiu i wydostaje się na brzeg, traci jednak pamięć. Teraz żyje nie starzejąc się, w ciągu długich lat malując na asfalcie jedyne, co pamięta – rudą dziewczynę na tle Księżyca. W roku 2014 przypadkowe spotkanie z małą dziewczynką pomaga mu częściowo przypomnieć sobie przeszłość. Peter udaje się do biblioteki imienia Isaaca Penna, żeby dowiedzieć się więcej i tam, przy pomocy dziennikarki Virginii Gamely, odzyskuje pamięć. Oboje udają się do właścicielki gazety The Sun, która okazuje się zestarzałą Willą. Willa wyjawia Peterowi, że on wciąż żyje, ponieważ jego przeznaczenie nie  dopełniło się jeszcze.
Córka Virginii, Abby, umiera na raka. Peter rozumie, że to ją musi ocalić. Do domu nadjeziornego przenosi ich na swych skrzydłach magicznych koń. Ale zostają wykryci przez Perly'ego Soamesa, który dowiedziawszy się, że jego wróg żyje, wystarał się u Lucyfera o prawo do śmiertelnego  pojedynku z Lake'iem. Rumak łamie krę na jeziorze i topi zbirów Soamesa, ale sam demon pozostaje przy życiu i napada na Petera. Temu udaje się zwyciężyć za pomocą tabliczki z modelu statku, w którym go posłali rodzice.
Abby umiera, ale Peter zdąża ją wnieść na łoże w cieplarni i ucałować, zwracając jej życie. Dokonawszy swojego przeznaczenia, Peter otrzymuje prawo spotkania się ze swoją ukochaną Beverly, odleciawszy na skrzydlatym koniu do gwiazd.

## Obsada
- Colin Farrell jako Peter Lake
- Jessica Brown Findlay jako Beverly Penn
- Russell Crowe jako Pearly Soames
- Jennifer Connelly jako Virginia Gamely
- William Hurt jako Isaac Penn

- Eva Marie Saint jako Willa

- Will Smith jako sędzia

- Matt Bomer jako ojciec Petera
- Kevin Durand jako Cesar Tan

i inni.